# Phoolan Devi
Phoolan Devi (* 10. August 1963 in Gorha Ka Puwa, Bundelkhand, Indien; † 25. Juli 2001 in Neu-Delhi), auch unter Phool Singh bekannt, war eine indische „Banditenkönigin“, die nach ihrer Entlassung aus dem Gefängnis Politikerin wurde.

## Leben
Phoolan Devi wurde am 10. August, dem Tag eines hinduistischen Blumenfestes, geboren; Phoolan bedeutet im Dialekt ihres Heimatdorfes „Blume“. Unsicher ist das Jahr ihrer Geburt, für das aber allgemein 1963 angenommen wird. Ihre Mutter hieß Moolan, ihr Vater Devidin. Sie, ihre Eltern, drei Schwestern und ein Bruder lebten in ärmsten Verhältnissen. Die Familie gehörte der Hauptkaste der Shudras an, d. h. der Jati der „Knechte und Dienstleister“, konkret der Mallaah. Sie besteht aus Gemeinschaften, in denen traditionell einer Beschäftigung auf Flüssen nachgegangen wird, beispielsweise als Bootsfahrer oder Fischer.
Als sie 11 Jahre alt war, kam Putti Lal, ein 35 Jahre alter Witwer, in ihr Haus und befand, sie eigne sich, seine neue Frau zu werden. Da eine Heirat mit so einem jungen Mädchen der Sitte widersprach, wurde dem Mann das Versprechen abgerungen, Phoolan erst ein paar Jahre später zu sich ins Dorf zu holen, doch er hielt sich nicht an die Abmachung und nahm sie, seine neue Braut (Dulhan), direkt nach der Hochzeitszeremonie mit. In der Folgezeit misshandelte er sie schwer. Irgendwann befreite ein Onkel Phoolans das Mädchen für kurze Zeit von ihren Qualen und holte sie zurück, weil die Mutter machtlos und ihr Vater zu schwach war. Doch der Ehemann bestand darauf, dass seine Frau zu ihm zurückkehre, weil er nicht als „unehrenhaft“ angesehen werden wollte. Viele Jahre später, Putti Lal hatte sich inzwischen eine weitere Frau beschafft, die Phoolan an ihres Mannes statt misshandelte, verlor er entweder das Interesse an ihr oder beugte sich dem Druck der Dorfbewohner und setzte Phoolan eines Nachts vor ihrem Heimatdorf ab. Nach der Rückkehr in ihr Dorf galt sie als rechtlos, wurde mehrfach vergewaltigt und unter falscher Anklage verhaftet. Auf der Polizeistation von Kalpi wurde sie erneut mehrmals brutal vergewaltigt und misshandelt. Dann ließ man sie auf Kaution frei.
Zwischen ihrem 17. und 18. Lebensjahr wurde sie von zwei Banditenbanden unter Baboo Gujar Singh aus der Kshatriya-Kaste der Thakur und Vickram, so wie sie ein Mallaah, entführt. Im Streit erschoss Vickram seinen Rivalen Baboo Gujar. Vickram und Phoolan Devi heirateten und führten zusammen eine Bande von Banditen. Ihre Raubzüge wurden auch von Rache getrieben, so verprügelte Phoolan unter anderem ihren ersten Ehemann und setzte ihn anschließend zur Abschreckung auf einen Esel, der durchs Dorf geführt wurde.
Vickram wurde dann von einem früheren Partner Shiri Ram, einem Thakur, getötet. Phoolan Devi wurde von Shirin Ram in das Dorf Behmai gebracht, dort festgehalten und vom gesamten Dorf wochenlang misshandelt und vergewaltigt, bis es ihr gelang, zu fliehen. Phoolan nahm den Namen Phool Singh an und gründete eine eigene Bande. Sie nahm zusammen mit ihrer Bande selbst an den Tätern aus Behmai Rache, da kein Gericht die Beteiligten je verurteilt hätte. Ihr wird vorgeworfen, beim sogenannten „Massaker von Behmai“ 1981 dort 22 Vergewaltiger getötet zu haben. Auch soll sie Männern, die sie oder andere Frauen misshandelt hatten, die Nase und den Penis abgetrennt haben. Zusammen mit weiteren Banden begannen Phoolan und ihre Männer auch mit umfangreichen Raubzügen. Das erbeutete Geld verteilten sie an Arme und Mitglieder unterer Kasten. Bei einem ihrer Raubzüge gelang es, den Palast von Jagamanpur zu besetzen. Es begann eine erbarmungslose Jagd nach ihr und ihrer Bande. Bei einem Zugriff der Polizei wurde das Dorf Guloli vollkommen zerstört, weil die Polizei Bomben aus Hubschraubern abwarf und das Dorf anzündete.
Am 12. Februar 1983 ergab sich Phoolan Devi dem Ministerpräsidenten von Madhya Pradesh, Arjun Singh, auf einer Bühne vor dem Bildnis ihrer Göttin und einem Bild von Mahatma Gandhi. Über 10.000 Menschen waren zu diesem Spektakel gekommen. Zuvor war ein Vertrag ausgehandelt worden, der ihr acht Jahre Haft und ihrer Familie Land zusicherte. Zuerst kam sie ins Gefängnis in Gwalior, wo sie schlecht behandelt wurde. Sie stand jedoch im Briefkontakt mit Indira Gandhi und Arjun Singh. Später wurde sie in das Gefängnis von Tihar verlegt und kam im Februar 1994 nach elf Jahren frei. Wegen eines Krebsleidens war sie begnadigt worden.
Phoolan Devi war elf Jahre ohne eine Gerichtsverhandlung festgehalten worden. Man scheute sich vor einem Prozess, da dort Misshandlungen der Polizei und Verfehlungen der Obrigkeit zur Sprache gekommen wären.
Nach ihrer Entlassung war sie als Menschenrechtlerin tätig und wurde als Heldin der Armen gefeiert. Sie setzte sich vor allem für Frauenrechte ein. Für die Samajwadi Party, eine linke Partei unterer Kasten, gewann sie 1996 und 1999 jeweils einen Sitz im indischen Parlament, der Lok Sabha. Im Jahr 2001 wurde sie, wahrscheinlich von Sher Singh Rana, einem Cousin eines getöteten Vergewaltigers, ermordet. Sie hinterließ ihren dritten Ehemann Ummed Singh.

## Gerichtsverfahren gegen die Mörder von Phoolan Devi

### Verhaftung von Sher Singh Rana
Bereits 2001 soll der unter Mordverdacht festgenommene Sher Singh Rana der Polizei gegenüber gestanden haben, Phoolan Devi zusammen mit seinem Cousin getötet zu haben, um den Mord an 22 Männern aus der Thakur-Kaste im Jahr 1981 zu rächen. Rana sei ebenfalls ein Thakur, berichtete die indische Nachrichtenagentur Uni.

### Verfahren und Flucht von Rana
Dass einflussreiche Politiker und Kriminelle Rana zum Mord an Phoolan Devi angestiftet haben könnten, negierte die Staatsanwaltschaft und erhob im Oktober 2001 Anklage – das Verfahren wurde aber erst im September 2002 in Delhi eröffnet. Rana war im Hochsicherheitsgefängnis in Tihar (New Delhi) untergebracht und sollte einem Richter in Uttaranchal vorgeführt werden, wo er vor seiner Inhaftierung gelebt hatte. Wenige Stunden bevor die Polizei die Überführung vornehmen konnte, wurde Rana von vermeintlichen uniformierten Polizisten zur Flucht verholfen: Mit Polizeiuniformen und einem gefälschten richterlichen Beschluss ausgestattet, hatten die Männer die Herausgabe von Devis Mörder erreicht. 2006 wurde er in Kalkutta erneut verhaftet und wiederum in der Hochsicherheitsabteilung in Tihar verwahrt.

### Verfahren und Verurteilung durch den High Court in Delhi
Am 10. August 2014 erging ein Schuldspruch vom High Court in Delhi. Der Angeklagte Sher Singh Rana, der seit 2001 als Hauptverdächtiger in dem Fall galt, wurde schuldig gesprochen, während zehn Mitangeklagte aus Mangel an Beweisen freigesprochen wurden. Ein weiterer Angeklagter war 2013 nach einem Herzinfarkt im Gefängnis gestorben. Sieben der elf Angeklagten waren bereits vor der Urteilsverkündung gegen Kaution freigelassen worden. Rana wurde des Mordes, des versuchten Mordes und der Verschwörung für schuldig gesprochen. Bei der Urteilsverkündung beschwerte sich Rana empört, warum er denn allein verurteilt würde, es seien doch auch andere bei der Tat anwesend gewesen. Insgesamt wurden drei maskierte und bewaffnete Männer am Tatort gesehen.
Mit dem Prozess waren im Laufe der Jahre bereits zwölf weitere Richter beschäftigt, und das Gericht hörte 171 von der Anklage berufene Zeugen an. Kriminaltechnische Untersuchungen von Kleidung und einer Waffe, die von der Polizei nach der Flucht der Täter sichergestellt wurden, ordneten diese eindeutig Rana zu und identifizierten die Pistole als eine der Tatwaffen. Rana soll den Mord an Phoolan Devi geplant und durchgeführt haben, um sich als Führer der Thakur zu profilieren, hielt das Gericht bei der Urteilsverkündung fest. In der Öffentlichkeit hält sich die Ansicht, dass Rana Blutrache für den Mord an einem Cousin nahm, der Devi von Rana angelastet wurde.
Rana wurde am 16. August 2014 wegen Mordes und versuchten Mordes zu einer lebenslangen Freiheitsstrafe und einer Geldstrafe von 100.000 Rupien verurteilt – die Anklage hatte die Todesstrafe gefordert.

## Filme
- Bandit Queen, Spielfilm; Regie: Shekhar Kapur 1994
- Phoolan Devi – Rebellion einer Banditin, Dokumentarfilm; Regie: Mirjam Quinte, Co-Regie: Pepe Danquart, 1994